# UKM-2000
UKM-2000（Uniwersalny Karabin Maszynowy 2000）は、ポーランドで開発された汎用機関銃。

## 開発
東欧革命以降、ポーランドは北大西洋条約機構（NATO）寄りの政治路線を選択した。1999年にはNATOに正式加盟したため、武器・弾薬を従来のワルシャワ条約機構規格からNATO規格に変更することになった。元々、ポーランドは軍事兵器を積極的に国産化しており、東側諸国で汎用機関銃として広く用いられていたPK/PKS機関銃もまた、例外ではなかった。ポーランド陸軍は、既存の兵器のNATO規格化に着手し、PK/PKS機関銃をNATO標準の7.62x51mm弾を使用する汎用機関銃に改造する計画を企画した。
開発は1998年から始まり、2000年に完了。直ちにポーランド陸軍に制式採用された。汎用機関銃の頭文字である「Uniwersalny Karabin Maszynowy」と制式年から UKM-2000と名付けられた。
原型のPK/PKS機関銃が非分離式弾帯に装着された起縁式の7.62x54mmR弾をいったん後方へ引き抜き、弾帯の下を通して薬室へ送り込むのに対し、UKM-2000は分離式M13弾帯から弾薬を直接前方へ押し出す構造を採用した。

## 派生型
UKM-2000P
7.62x51mm NATO弾仕様の標準型。ストックは、原型から継承した木製と新開発のプラスチック製がある。
UKM-2000D
空挺部隊用で、ストックが折り畳み式になっている。全長1,182mm、重量8,900g。
UKM-2000C
車両搭載型。KTO ロソマク歩兵戦闘車の同軸機関銃に使用されている。 全長1,100mm、重量10,500g。
UKM-2000Z
伸縮式ストック、黒のポリマー製ピストルグリップへ変更した型。
UKM-2013P
UKM-2000Pを折り畳みと伸縮式ストック、ピカティニー・レールを装備、グリップ、コッキングハンドル、安全装置などを改良した型。
UKM-2013C
UKM-2000Cの改良型。

## 使用国
- ポーランド